# Municipio A (Montevideo)
El Municipio A es uno de los ocho municipios en los que se encuentra administrativamente dividido el departamento de Montevideo, en Uruguay. Tiene su sede en la avenida Carlos María Ramírez esquina Rivera Indarte de la ciudad de Montevideo.

## Historia
El municipio fue creado como "Municipio 8" a través del Decreto departamental N.º 33209 del 17 de diciembre de 2009, en cumplimiento de los artículos 262, 287 y la disposición transitoria Y de la Constitución de la República y la Ley N.º 18567 de descentralización política y participación ciudadana. A este municipio se le adjudicaron los siguientes distritos electorales: BSA, BSB, BTA, BTB, BTC, BXA, BXB, BUA, BUB, BVA, BVB, BVC del departamento de Montevideo. Forman parte del municipio los Centros Comunales Zonales (CCZ) 17, 18 y parte del 14. Su creación fue ratificada a través de la Ley N.º 18653 del 15 de marzo de 2010 por el Poder Legislativo.

## Ubicación, territorio y límites

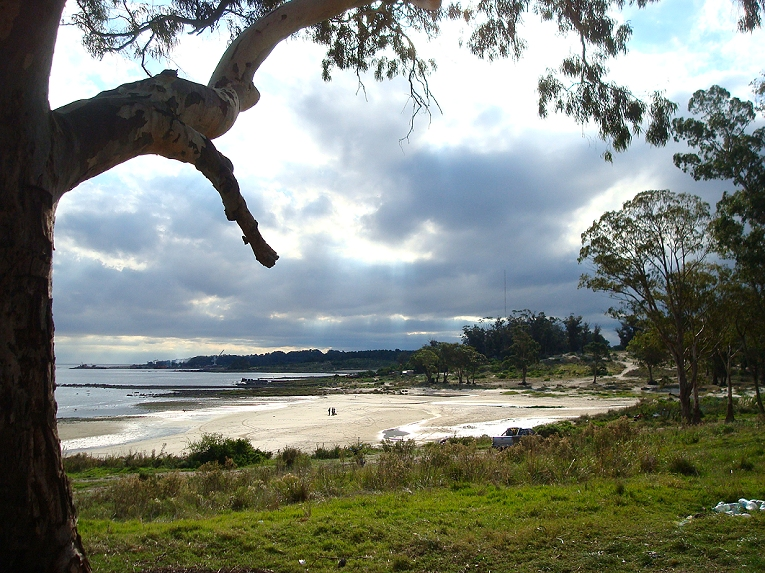
Playa Zabala, zona de Pajas Blancas en el municipio A.

El municipio A abarca la zona suroeste del departamento de Montevideo, comprendiendo tanto barrios de la ciudad de Montevideo, así como territorio rural del departamento.
Sus límites territoriales fueron determinados por el Decreto N°33209, siendo éstos: arroyo Miguelete, avenida Carlos M. de Pena, camino Lecocq, camino del Fortín, camino Tomkinson, camino de la Granja, camino Luis E. Pérez, camino Los Camalotes, avenida de los Deportes, arroyo Melilla (Pista de Regatas), río Santa Lucía, Río de la Plata, y la Bahía de Montevideo.
Quedan comprendidos dentro de sus límites los siguientes barrios y/o zonas rurales:
| - Cerro - La Teja - Paso de la Arena - Belvedere - Casabó - Nuevo París - Prado - Parque Cauceglia - Barrio Maracana - Cerro Norte - Villa del Cerro - Las Cadenas del Cerro | - Nueva Savona - Pajas Blancas - La Paloma - Tomkinson - Tres Ombúes - Pueblo Victoria - Los Cilindros - Santa Catalina - El Tobogan - Nueva Savona - Pajas Blancas - La Paloma - Tomkinson - Tres Ombúes - Pueblo Victoria |

## Autoridades
La autoridad del municipio es el Concejo Municipal, compuesto por el Alcalde y cuatro Concejales.
| Nº | Alcalde             | Partido          | Inicio del mandato      | Fin del mandato         | Observaciones                                               |
| -- | ------------------- | ---------------- | ----------------------- | ----------------------- | ----------------------------------------------------------- |
| 1  | Gabriel Otero       | Frente Amplio FA | 9 de julio de 2010      | 9 de julio de 2015      | Alcalde elegido.                                            |
| 1  | Gabriel Otero       | Frente Amplio FA | 10 de julio de 2015     | 2 de febrero de 2020    | Alcalde reelegido. Renuncia para asumir como Diputado.      |
| 2  | Enrique Soria       | Frente Amplio    | 3 de febrero de 2020    | 26 de noviembre de 2020 | Asumió al ser el primer suplente de Gabriel Otero.          |
| 3  | Jorge Meroni        | Frente Amplio    | 27 de noviembre de 2020 | 30 de junio de 2022     | Alcalde elegido. Renuncia luego de ser denunciado por acoso |
| 4  | Juan Carlos Plachot | Frente Amplio    | 30 de junio de 2022     | 7 de febrero de 2025    | Asumió al ser el primer suplente de Jorge Meroni            |
| 5  | Adriana Deambrosi   | Frente Amplio    | 7 de febrero de 2025    | julio de 2025           | Asumió al ser la primera suplente de Juan Carlos Plachot    |

Los concejales en el período 2010-2015 son: Martha del Río (FA), Lilián E. Peña (FA), Ramón Cabrera (FA) y Víctor Hugo del Valle (PN).
Los concejales en el período 2015-2020 son: Gastón Nicolás Correa (FA), Mirta Villasante (FA), Víctor Hugo del Valle (C) y Luis Gorriaran (C).
Los concejales en el período 2020-2025 son: Mirtha Villasante (FA), Jesús Bautista (FA), María de los Ángeles Seijo (FA), Avelino Rodríguez (Lema: PI (Coalición Multicolor/PN))